# Elsinho
Elson Ferreira de Souza, dit Elsinho, est un footballeur brésilien né le 30 octobre 1989 à Porto Velho. Il évolue au poste de latéral droit au Tokushima Vortis.

## Biographie
Elsinho joue au Brésil et au Japon.
Avec le club du Kawasaki Frontale, il inscrit huit buts en première division japonaise en 2015. Il dispute avec cette équipe les quarts de finale de la Ligue des champions d'Asie en 2017, inscrivant deux buts à cette occasion.

## Palmarès
- Coupe du Japon
  - Finaliste en 2016
- Championnat du Japon
  - Vainqueur en 2017 et 2018